# ماثيو باوند
ماثيو باوند (بالإنجليزية: Matthew Bound)‏ هو لاعب كرة قدم بريطاني في مركز الدفاع، ولد في 9 نوفمبر 1972 في مالكشم في المملكة المتحدة. لعب مع أكسفورد يونايتد وستوكبورت كونتي وسوانزي سيتي ونادي ساوثهامبتون ونادي لينكولن سيتي ونادي ويموث وهال سيتي.

## وصلات خارجية
- ماثيو باوند على موقع قاعدة بيانات كرة القدم.إي يو (الإنجليزية)
- ماثيو باوند على موقع Soccerbase.com (لاعب) (الإنجليزية)
- ماثيو باوند على موقع عالم كرة القدم.نت (الإنجليزية)